# 襞面蝠屬
襞面蝠屬（学名：[Centurio] 错误：{{Lang}}：文本有斜体标记（帮助）），哺乳綱、翼手目、葉口蝠科的一屬，而與襞面蝠屬（襞面蝠）同科的動物尚有大眼蝠屬（多毛大眼蝠）、白蝠屬（白蝠）、美洲果蝠屬（灰美洲果蝠）、食果蝠屬（食果蝠）等之數種哺乳動物。

## 下属物种
本属包括以下物种：
- 襞面蝠 Centurio senex Gray, 1842，格翼蝠[2]